# Andrea Hewitt
Andrea Hewitt (Christchurch, 4 de abril de 1982) es una deportista neozelandesa que compite en triatlón.
Ganó cinco medallas en el Campeonato Mundial de Triatlón entre los años 2009 y 2015, una medalla de plata en el Campeonato Mundial de Triatlón por Relevos Mixtos de 2013, dos medallas de oro en el Campeonato de Oceanía de Triatlón, en los años 2010 y 2018, y una medalla de bronce en el Campeonato Asiático de Triatlón de 2005.
Además, obtuvo una medalla de bronce en el Campeonato Mundial de Triatlón de Velocidad de 2011 y una medalla de bronce en el Campeonato Mundial de Triatlón de Larga Distancia de 2014.

## Palmarés internacional
| Campeonato Mundial                    | Campeonato Mundial         | Campeonato Mundial | Campeonato Mundial |
| Año                                   | Lugar                      | Medalla            | Prueba             |
| ------------------------------------- | -------------------------- | ------------------ | ------------------ |
| 2009                                  | Gold Coast (Australia)     | Medalla de bronce  | Individual         |
| 2011                                  | Pekín (China)              | Medalla de plata   | Individual         |
| 2012                                  | Auckland (Nueva Zelanda)   | Medalla de bronce  | Individual         |
| 2014                                  | Edmonton (Canadá)          | Medalla de bronce  | Individual         |
| 2015                                  | Chicago (Estados Unidos)   | Medalla de plata   | Individual         |
| Campeonato Mundial por Relevos Mixtos |                            |                    |                    |
| Año                                   | Lugar                      | Medalla            | Prueba             |
| 2013                                  | Hamburgo (Alemania)        | Medalla de plata   | Relevo mixto       |
| Campeonato de Oceanía                 |                            |                    |                    |
| Año                                   | Lugar                      | Medalla            | Prueba             |
| 2010                                  | Wellington (Nueva Zelanda) | Medalla de oro     | Individual         |
| 2018                                  | Glenelg (Australia)        | Medalla de oro     | Relevo mixto       |
| Campeonato Asiático                   |                            |                    |                    |
| Año                                   | Lugar                      | Medalla            | Prueba             |
| 2005                                  | Singapur (Singapur)        | Medalla de bronce  | Individual         |

| Campeonato Mundial | Campeonato Mundial | Campeonato Mundial | Campeonato Mundial |
| Año                | Lugar              | Medalla            | Prueba             |
| ------------------ | ------------------ | ------------------ | ------------------ |
| 2011               | Lausana (Suiza)    | Medalla de bronce  | Individual         |

| Campeonato Mundial | Campeonato Mundial | Campeonato Mundial | Campeonato Mundial |
| Año                | Lugar              | Medalla            | Prueba             |
| ------------------ | ------------------ | ------------------ | ------------------ |
| 2014               | Weihai (China)     | Medalla de bronce  | Individual         |